# Vasilios Martidis
Vasilios Martidis, född 22 september 1959 är en grekisk för detta fotbollsspelare som under åren 1982–1985 spelade för Kalmar FF.
Martidis är känd som den första utländska spelaren som spelat för Kalmar FF i allsvenskan, något som före 1974 var förbjudet för utlänningar.

## Karriär
Före det att han kom till Kalmar spelade Martidis i den grekiska klubben Proodeftiki samt Johansfors IF och Akropolis IF. 
Debuten från start i Kalmar FF kom den 6 juni 1982 i en 0-0-match mot IF Elfsborg på Fredriksskans. Martidis var känd som en oberäknelig dribblingskonstnär som ofta kunde göra det oväntade på en fotbollsplan. 
Efter avslutad spelarkarriär har Martidis varit verksam som tränare i IFK Berga i olika omgångar.
Utanför fotbollen arbetar Martidis som försäkringsrådgivare.